# سن‌های کاونده
سن‌های کاونده (نام علمی: Cydnidae) نام یک تیره از فروراسته پنج‌تکه‌ریختان است.